# Coelotes pabulator
Coelotes pabulator är en spindelart som beskrevs av Simon 1875. Coelotes pabulator ingår i släktet Coelotes och familjen mörkerspindlar. Inga underarter finns listade i Catalogue of Life.